# Затока Святої Маргарет
Затока святої Маргарет — затока, що розташовується в південно-східній частині Канади на території канадського штату Нова Шотландія, а саме на центральному сході штату. Знаходиться в складі Атлантичного океану. Західний берег затоки утворений завдяки півострову Аспотоган, Східний завдяки півострову Чебукто, а північний завдяки півострову Нова Шотландія. Зацікавила світову спільноту авіакатастрофою літака McDonnell Douglas MD-11 рейсу Swissair-111, що сталася в середу, 2 вересня 1998 року через пожежу на борту. Загинуло 229 осіб.

## Опис берега
Берегова лінія в основному скеляста. Піщані ділянки в основному розташовані на північному узбережжі. Затока Святої Маргарет є популярним місцем серед моряків.

## Острови
В затоці Святої Маргарет є багато островів, особливо уздовж її східного берега. Ці острови історично використовувалися народом Мікмаки, а деякі з них мають місця поховання.
Великі острови затоки перечислені нижче:
- Південно-західний острів
- Кінний острів
- Закритий острів
- Острів Краучер
- Острів Сови-Хед (з'єднаний з материком невеликим мостом)
- Острів Мозера
- Острів Мікуа

## Рейс 111 Swissair

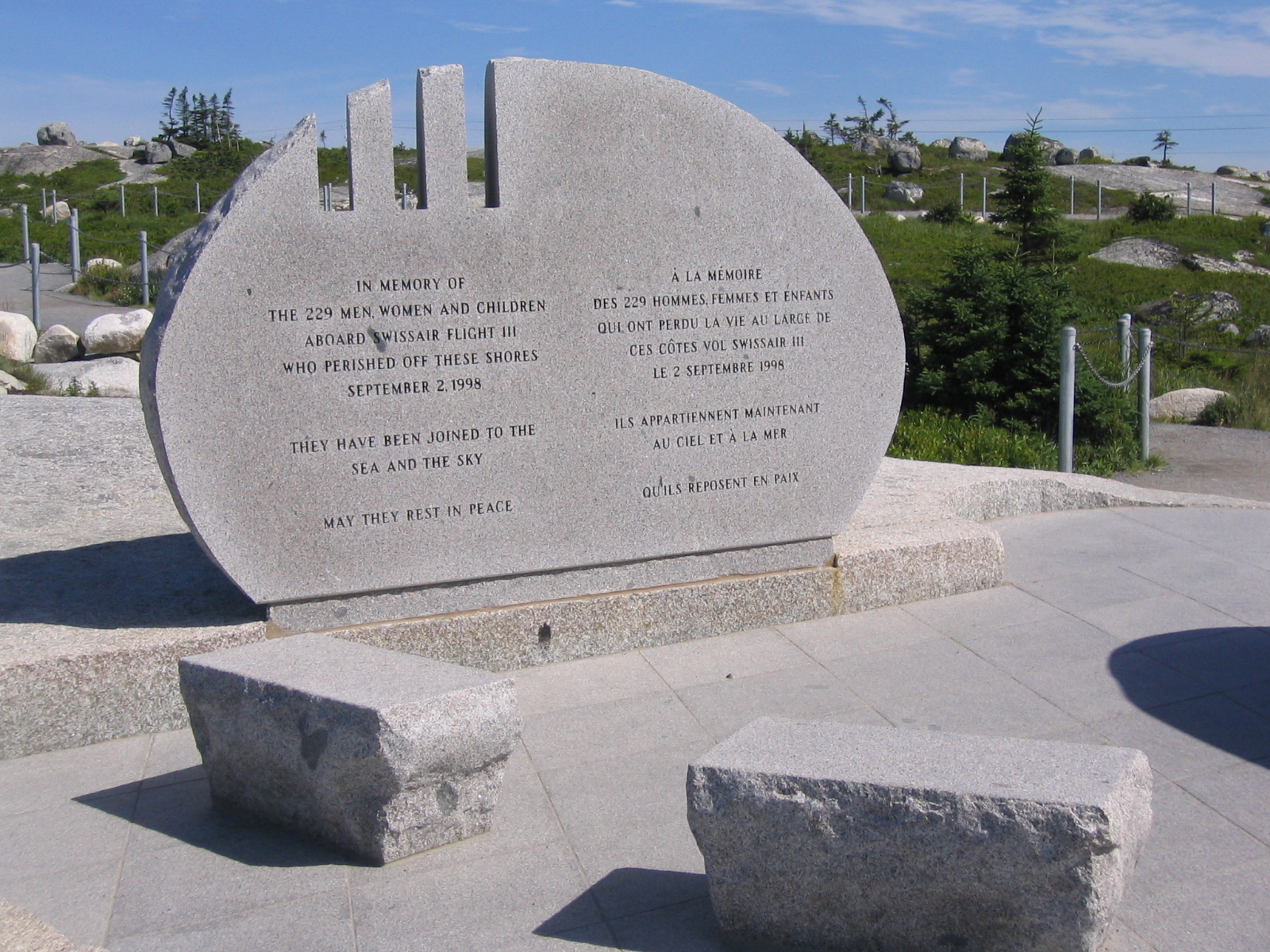
Меморіал рейсу 111

2 вересня 1998 року літак McDonnell Douglas MD-11 швейцарської авіакомпанії Swissair мав виконувати плановий міжконтинентальний рейс 111 за сполученням Нью-Йорк - Женева, але через 55 хвилин після вильоту в кабіні пілотів почалося задимлення і пожежа. Пілоти екстрено розвернули літак до міжнародного аеропорту Галіфакса (Канада), але літак впав у затоці святої Маргарет в 9 кілометрах від берега затоки. Загинули всі, хто знаходилися на борту 229 осіб - 215 пасажирів та 14 членів екіпажу. Причиною стала несправність в електропроводці. Приблизно в одному кілометрі від бухти Пеггі знаходиться один з пам'ятників рейсу 111. Три виїмки в пам'ятнику символізують номер рейсу.